# 木之本櫻

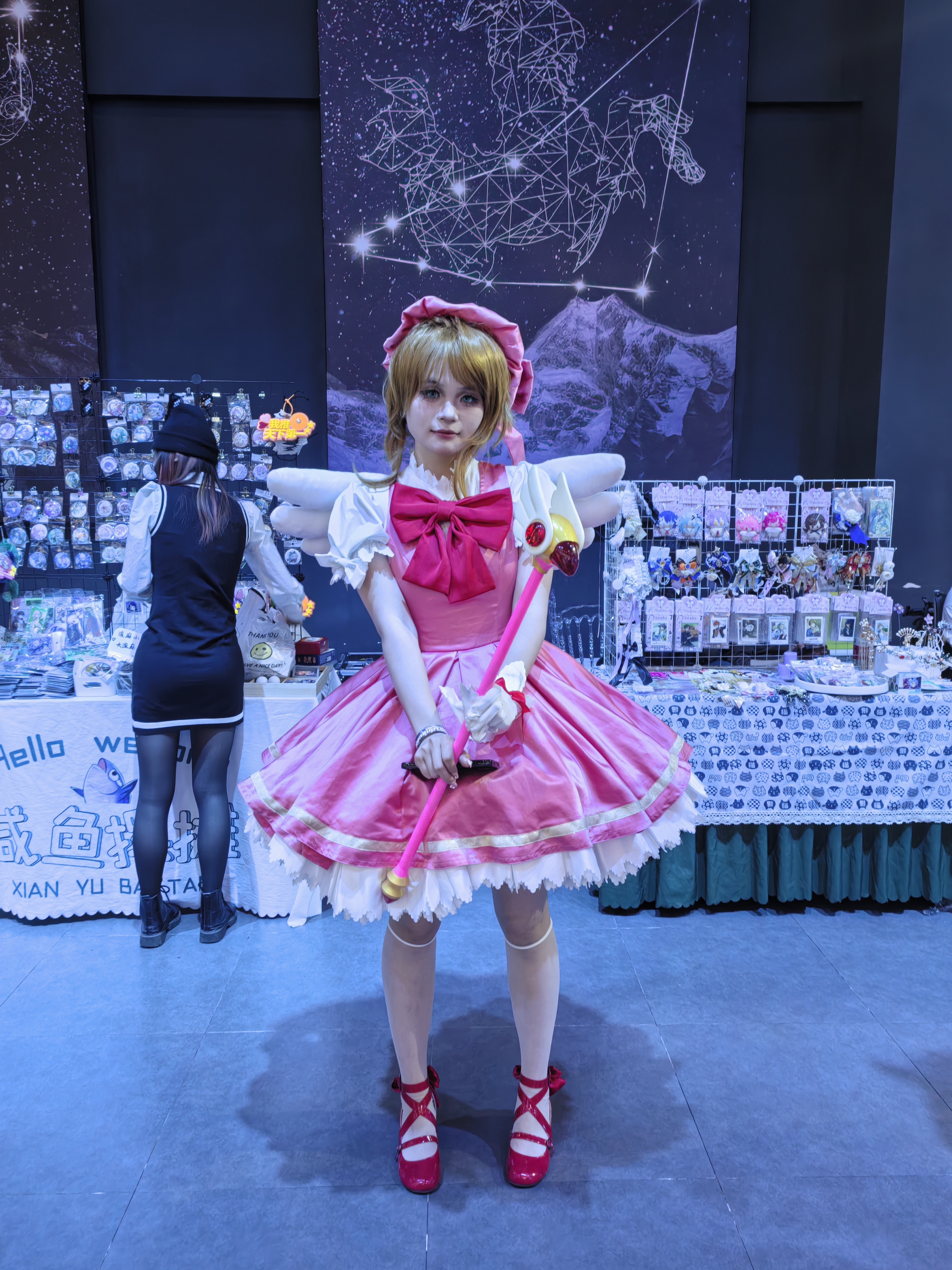
木之本櫻的cosplay

木之本櫻，是日本动画《庫洛魔法使》的主角。日本配音員是丹下櫻；香港配音員是林元春、劉惠雲與陳琴雲；台灣配音員為許淑嬪與楊凱凱；大陆配音员是劉海霞与张丽敏。

## 人物资料
- 年齡：10－12/13歲（小四至初一）
- 生日：4月1日
- 星座：白羊座
- 血型：A型
- 家人：母親木之本（本姓天宮）撫子於她三歲時過世，現與哥哥桃矢還有父親藤隆同住，還有大道寺知世（遠房表姐妹關係）、曾祖父和姨媽園美。
- 擅長：烹飪、運動
- 喜愛的食物：海鮮、麵類
- 討厭的食物：蒟蒻（和小狼一樣）
- 擅長烹煮：鬆餅
- 喜歡的顏色：粉紅色、白色
- 喜歡的花：櫻花
- 喜愛的科目：音樂、體育
- 討厭的科目：數學
- 男友：李小狼
- 所屬社團：啦啦隊
- 害怕的東西：幽靈
- 最想要：一個新書包
- 使用魔力：
  - 黑暗力量（古羅·理道魔力）（動畫第1－47話）
  - 星星力量（小櫻自身魔力）（動畫第48－70話）
  - 夢之力量 (小櫻成長後的新魔力)（2018一月最新播映）

## 简介
登場年齡為10歲，就讀私立友枝小學四年級，在學校是啦啦隊成員，與大道寺知世是非常要好的朋友，感情如同姊妹一般。
“櫻”這個名字，源自很喜歡櫻花的母親撫子曾經說過：未來若生女兒的話，要取名為“櫻”。木之本櫻雖然幼年喪母，但在父親木之本藤隆及哥哥木之本桃矢的關愛中成長，是一個活潑開朗的女孩。
她對有關幽靈方面的事情非常害怕，害怕的程度甚至只要一聽到有人在討論就會被嚇哭，但這份恐懼並不是她與生俱來的，是因為小時候哥哥對她說有關幽靈方面的事。
木之本櫻的運動神經很發達，經常使用直排輪當作出外的交通工具，不过有时会因为思考分心而被抛出的指挥棒击中，似乎與她母親一樣不太會打網球，在有關料理的方面表現也很不錯。
她本來喜歡月城雪兔；與李小狼為了各自的目的收集古羅咭，故事前期感情並不太好。但隨著劇情的進展，她了解到自己與月城雪兔的感情其實很像家人，並且發現了自己對李小狼的感情。
非常信任別人的她，從不會懷疑其他人所說的話，也因此常常與李小狼一起被山崎貴史的吹牛謊言所騙；而且她對於感情的事也總是比較內向與遲鈍。

## 趣聞
- 雖然喜愛音樂，但並不擅長吹牧童笛。
- 啦啦隊的轉棒動作常常不成功，經常被棒子敲中頭；對於起床時間掌控得也不大好，因此常被哥哥桃矢取笑。
- 感到困擾、感到驚訝或感到困惑時，會一聲，不是常聽到的（唉呀）。
- 在最早的最萌大赛中夺冠——即使相关连载作品当时已完结，因此在爱好者中有“初代萌王”的称呼。[3]
- 形象獨特，所以有发售众多与其相關的周邊商品。其中一名收藏者——日本女性cosplayerしらほしなつみ，收藏了2000多款周边产品而入选吉尼斯世界纪录。[4]
- 蘿莉控、妹控所喜歡的女性人物類型代表之一。